# 몽고메리 클리프트
에드워드 몽고메리 클리프트(영어: Edward Montgomery Clift, 1920년 10월 17일 ~ 1966년 7월 23일)는 미국의 배우이다. 아카데미상에 4차례 후보로 지명되었으며, 《뉴욕 타임스》에 따르면 "우울하고 섬세한 젊은이" 역할로 유명했다.
대표작으로는 하워드 호크스 감독의 《붉은 강》(1948년), 조지 스티븐스 감독의 《젊은이의 양지》(1951년), 프레드 진네만 감독의 《지상에서 영원으로》(1953년), 스탠리 크레이머 감독의 《뉘른베르크 재판》(1961년), 존 휴스턴 감독의 《어울리지 않는 사람들》(1961년) 등이 있다.
말론 브란도, 제임스 딘과 함께 할리우드의 초창기 메소드 연기자로 여겨졌으나(클리프트 본인은 이러한 분류를 거부했다), 리 스트래스버그와 엘리아 카잔이 이끄는 액터스 스튜디오에 초청받은 최초의 배우 중 한 명이었다. 또한 할리우드에 진출한 후에도 처음 두 작품이 성공을 거두기 전까지는 계약을 맺지 않는다는 이례적인 선택을 했다. 이는 "이후 40년간 스타와 스튜디오 관계를 구조화하게 될 힘의 차이"로 평가받았다. 2018년 조카인 로버트 앤더슨 클리프트는 배우에 대해 만들어진 잘못된 통념을 바로잡고자 《메이킹 몽고메리 클리프트》라는 다큐멘터리를 제작했다.

## 작품 목록
| 연도 | 제목                 | 원제                   | 배역                  |
| ---- | -------------------- | ---------------------- | --------------------- |
| 1948 | 수색                 | The Search             | 랠프 스티븐슨         |
| 1948 | 붉은 강              | Red River              | 맷 가스               |
| 1949 | 사랑아 나는 통곡한다 | The Heiress            | 모리스 타운센드       |
| 1950 | 커다란 승강기        | The Big Lift           | 대니 맥컬로           |
| 1951 | 젊은이의 양지        | A Place in the Sun     | 조지 이스트먼         |
| 1952 | 나는 고백한다        | I Confess              | 마이클 로건 신부      |
| 1953 | 종착역               | Stazione Termini       | 조반니 도리아         |
| 1953 | 지상에서 영원으로    | From Here to Eternity  | 로버트 E. 리 프레위트 |
| 1957 | 레인트리 카운티      | Raintree County        | 존 위크리프 셔네시    |
| 1958 | 고독한 여자          | Lonelyhearts           | 애덤 화이트           |
| 1958 | 젊은 사자들          | The Young Lions        | 노아 애커먼           |
| 1959 | 지난 여름 갑자기     | Suddenly, Last Summer  | 쿠크로비츠 박사       |
| 1960 | 거친 강              | Wild River             | 척 글로버             |
| 1961 | 어울리지 않는 사람들 | The Misfits            | 퍼스 호랜드           |
| 1961 | 뉘른베르크 재판      | Judgement at Nuremberg | 루돌프 페터슨         |
| 1962 | 프로이트             | Freud                  | 지그문트 프로이트     |
| 1966 | 첩자                 | L'espion               | 제임스 보어 교수      |

## 참고문헌
- Capua, Michelangelo (2002). Montgomery Clift: A Biography. McFarland. ISBN 978-0-7864-1432-1